# Jacob Aagaard
Jacob Aagaard, nació en Dinamarca, el 31 de julio de 1973. Es un Gran Maestro Internacional de ajedrez danés, vive en Glasgow y representó a Escocia.

## Resultados deportivos
Fue una vez ganador del 94 Campeonato de Gran Bretaña de ajedrez, en el año 2007.
Participó representando a Escocia en dos Olimpíadas de ajedrez en los años 2006 y 2008, y representando a Dinamarca en el año 2012.

## Libros publicados
Ha escrito los siguientes libros en inglés:
- Easy Guide to the Panov-Botvinnik Attack, Everyman Chess, 1998.
- Easy Guide to the Sveshnikov Sicilian, Everyman Chess, 2000.
- Dutch Stonewall, Everyman Chess, 2001.
- Queen's Indian Defence, Everyman Chess, 2002.
- Excelling at Chess Calculation, Everyman Chess, 2004.
- Excelling at Combinational Play, Everyman Chess, 2004.
- Excelling at Technical Chess, Everyman Chess, 2004.
- Starting Out: The Grünfeld, Everyman Chess, 2004.
- Practical Chess Defence, Quality Chess, 2006.
- The Attacking Manual: Basic Principles, Quality Chess, 2008.
- The Attacking Manual 2: Technique and Praxis, Quality Chess, 2008.
- Thinking inside the box, Quality Chess, 2017. (Publicado en castellano como Pensar dentro de la caja, Editorial Chessy, 2019)
- Grandmaster Preparation: Positional play, Quality Chess, 2012.
- Grandmaster Preparation: Calculation, Quality Chess, 2012.
- Grandmaster Preparation: Attack and defense, Quality Chess, 2013.
- Grandmaster Preparation: Strategic play, Quality Chess, 2013.
- Grandmaster Preparation: Endgame play, Quality Chess, 2014.